# Mäntylä
Pour les articles homonymes, voir Mäntylä (homonymie).
Mäntylä (en finnois : Mäntylän kaupunginosa) est  un  quartier du district de Höyhtyä de la ville d'Oulu en Finlande.

## Description
Le quartier compte 1 979 habitants (31.12.2018).
Le quartier de Mäntylä est connu pour sa maison Snellman.

## La maison Snellman

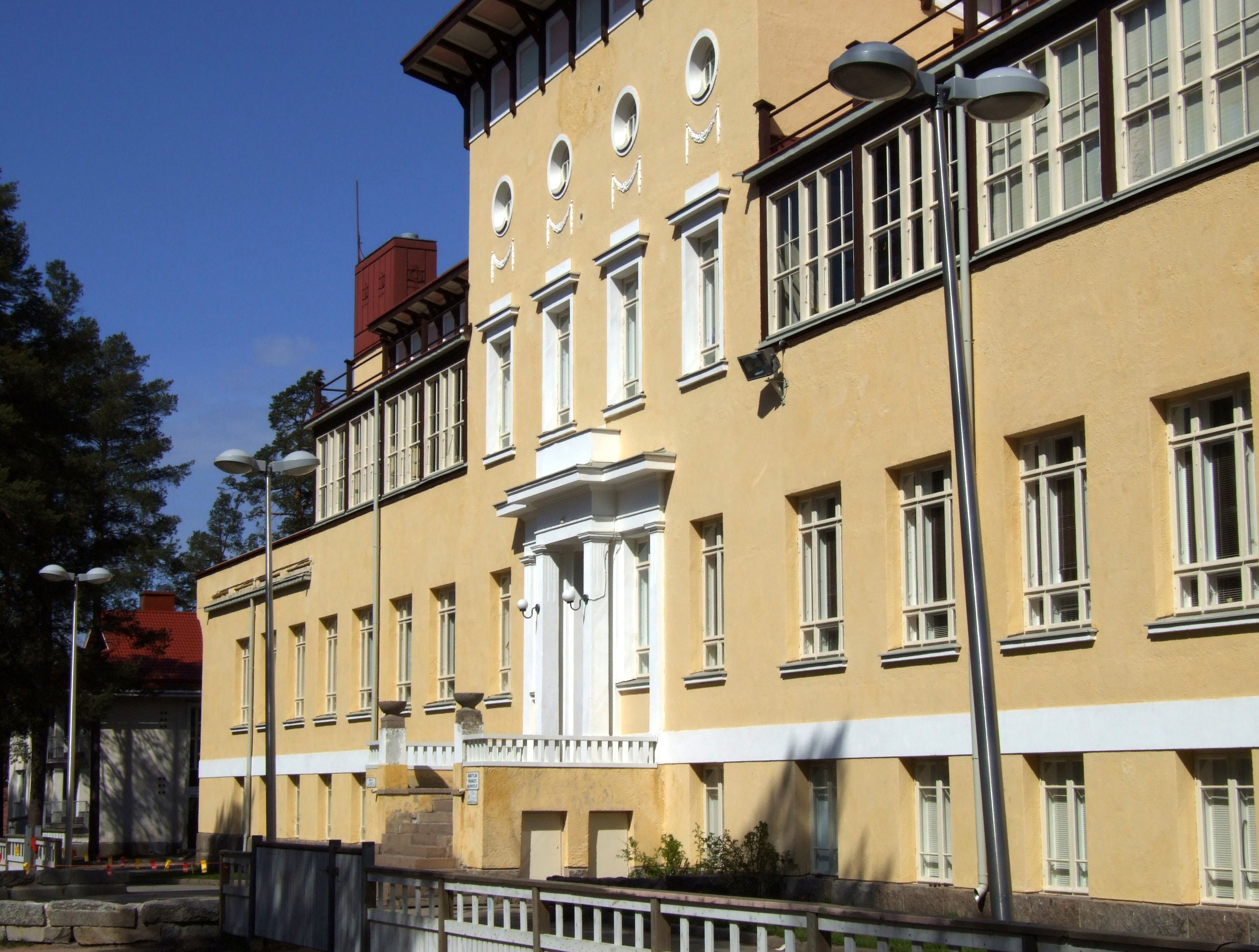
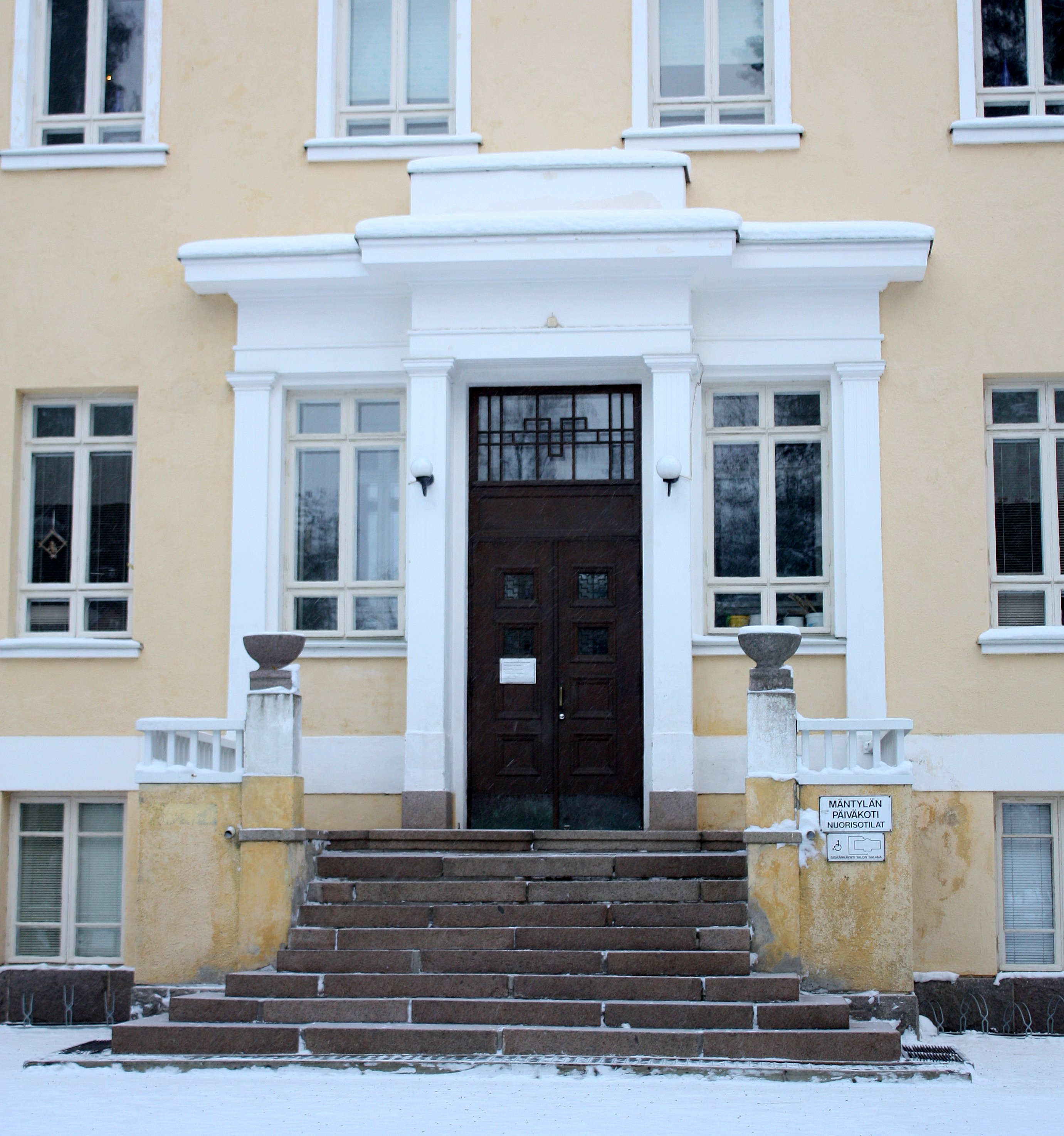
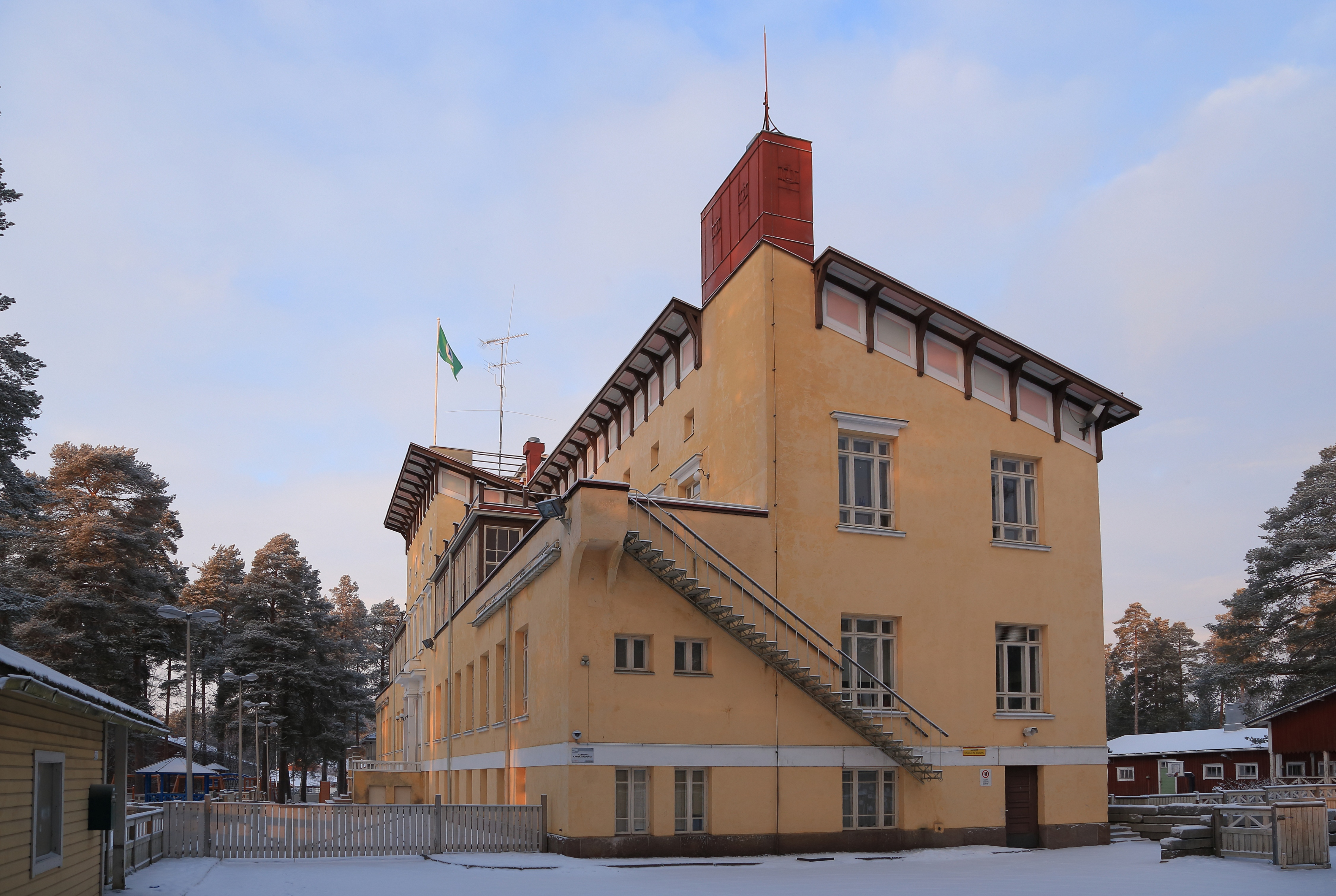